# Combat Cars
Combat Cars (рус. Боевые машины) — видеоигра в жанре гонок на выживание, разработанная студией Scangames Norway и изданная компанией Accolade эксклюзивно для игровой приставки Mega Drive/Genesis в 1994 году. В 1995 году Combat Cars была переиздана в сборнике Double Pack в Австралии.
На выбор игроку в Combat Cars предоставлены восемь персонажей, каждый из которых имеет свою машину и специальную способность. Необходимо последовательно пройти 24 трассы, зарабатывая очки и улучшая машину. Присутствует как одиночный режим, так и многопользовательский для двух игроков.
Игровая пресса отозвалась о Combat Cars неоднозначно. Журналисты отнесли к достоинствам увлекательный игровой процесс и отличное музыкальное сопровождение, но в то же время подвергли критике несбалансированное, однообразное прохождение и низкое качество многопользовательского режима.

## Игровой процесс

Гонка на первой трассе. Combat Cars предоставляет игроку возможность атаковать соперников с помощью оружия

Combat Cars представляет собой гоночную игру на выживание, выполненную в двухмерной графике с видом сверху. В главном меню присутствует возможность изменить управление, уровень сложности (лёгкий, средний или тяжёлый) и прослушать тест музыки.
В Combat Cars присутствует возможность одиночного или многопользовательского режима для двух игроков. В последнем случае игроки могут соревноваться друг против друга или вместе проходить гонки. Игроку доступно на выбор восемь персонажей, у каждого из которых есть своя краткая биография и машина, обладающая определёнными показателями манёвренности, скорости и ускорения, а также специальной способностью — оружием, позволяющим замедлить противника, например ракеты или мины (при этом, соперники также обладают возможностью атаковать игрока). В игре предстоит поочерёдно пройти 24 трассы, представляющие собой закольцованные маршруты с множеством поворотов, где машины едут в плоскости экрана. На прохождение каждого из трёх кругов трассы ограничено время. Чем быстрее игрок проедет круг, тем больше получит очков, которые также являются внутриигровой валютой. Если же не успеть завершить круг вовремя, это ведёт к проигрышу. После прохождения каждой трассы, очки можно потратить на такие улучшения, как шины, двигатель, ускоритель или специальную способность. После победы или проигрыша появляется таблица лидеров.

## Разработка и выход игры
Combat Cars разрабатывалась студией Scangames Norway, а издателем выступила компания Accolade. Игра схожа с некоторыми другими представителями жанра на Mega Drive/Genesis, такими как Micro Machines и Double Clutch, но при этом имеет свои особенности, к примеру использование оружия во время гонок и более реалистичные трассы.
Выпуск Combat Cars состоялся в 1994 году. В 1995 году игра была переиздана в Австралии в сборнике Double Pack, разработанном студией Various и изданном компанией Sega.

## Оценки и мнения
| Сводный рейтинг    | Сводный рейтинг |
| Агрегатор          | Оценка          |
| ------------------ | --------------- |
| MobyRank           | 67/100          |
| Иноязычные издания |                 |
| Издание            | Оценка          |
| AllGame            | [ 4 ]           |
| EGM                | 6,6/10          |
| GamePro            | [ 2 ]           |
| Sega-16            | 8/10            |

Combat Cars получила разносторонние отзывы критиков. На сайте MobyGames средняя оценка составляет 67 баллов из 100 возможных. Обозреватели отнесли к плюсам игровой процесс и музыку, но также отметили такие недостатки, как однообразие прохождения и некачественный многопользовательский режим. Журнал Flux поместил Combat Cars в список «25 худших видеоигр всех времён».